# Кленвільям-Еріксон
Кленвільям-Еріксон (англ. Clanwilliam-Erickson) — муніципалітет в Канаді, у провінції Манітоба.

## Населення
За даними перепису 2016 року, муніципалітет нараховував 870 осіб, показавши скорочення на 3,4%, порівняно з 2011-м роком. Середня густина населення становила 2,5 осіб/км².
З офіційних мов обидвома одночасно володіли 30 жителів, тільки англійською — 815. Усього 70 осіб вважали рідною мовою не одну з офіційних, з них 10 — одну з корінних мов, а 30 — українську.
Працездатне населення становило 61% усього населення, рівень безробіття — 4,7% (7,7% серед чоловіків та 4,2% серед жінок). 69,8% осіб були найманими працівниками, а 30,2% — самозайнятими.
Середній дохід на особу становив $38 694 (медіана $32 277), при цьому для чоловіків — $43 468, а для жінок $34 571 (медіани — $38 720 та $26 752 відповідно).
22,7% мешканців мали закінчену шкільну освіту, не мали закінченої шкільної освіти — 27%, 50,4% мали післяшкільну освіту, з яких 21,1% мали диплом бакалавра, або вищий.
| Статево-вікова структура населення | Статево-вікова структура населення | Статево-вікова структура населення | Статево-вікова структура населення | Статево-вікова структура населення |
| ---------------------------------- | ---------------------------------- | ---------------------------------- | ---------------------------------- | ---------------------------------- |
|                                    |                                    |                                    |                                    |                                    |
| Всього                             | Всього                             | 47,7%52,3%                         |                                    |                                    |
| 0 — 14 років                       | 0 — 14 років                       |                                    | 14,6%                              | 14,6%                              |
| 15 — 64 років                      | 15 — 64 років                      |                                    | 53,8%                              | 53,8%                              |
| 65 і більше                        | 65 і більше                        |                                    | 31,6%                              | 31,6%                              |
| 85 і більше                        | 85 і більше                        |                                    | 5,3%                               | 5,3%                               |
| Середній вік (років)               | Середній вік (років)               | 49,548,6                           | 49,1                               | 49,1                               |
| Медіана (років)                    | Медіана (років)                    | 55,154,2                           | 54,4                               | 54,4                               |
| — чоловіки — жінки                 |                                    |                                    |                                    |                                    |

| Походження мешканців:     | Походження мешканців:     | Походження мешканців: | Походження мешканців: | Походження мешканців: |
| ------------------------- | ------------------------- | --------------------- | --------------------- | --------------------- |
| Походження                |                           |                       | осіб                  | %                     |
| Корінні американці        | Корінні американці        |                       | 105                   | 12.5%                 |
| Інше північноамериканське | Інше північноамериканське |                       | 225                   | 26.79%                |
| Європейське               | Європейське               |                       | 745                   | 88.69%                |
| британське                | британське                |                       | 390                   | 46.43%                |
| французьке                | французьке                |                       | 95                    | 11.31%                |
| українське                | українське                |                       | 230                   | 27.38%                |
| Латинськоамериканське     | Латинськоамериканське     |                       | 15                    | 1.79%                 |
| Азійське                  | Азійське                  |                       | 25                    | 2.98%                 |
| Океанійське               | Океанійське               |                       | 10                    | 1.19%                 |

| Зайнятість населення за галузями (за класифікацією NOC): | Зайнятість населення за галузями (за класифікацією NOC): | Зайнятість населення за галузями (за класифікацією NOC): | Зайнятість населення за галузями (за класифікацією NOC): | Зайнятість населення за галузями (за класифікацією NOC): |
| -------------------------------------------------------- | -------------------------------------------------------- | -------------------------------------------------------- | -------------------------------------------------------- | -------------------------------------------------------- |
|                                                          |                                                          |                                                          |                                                          |                                                          |
| Управління                                               | Управління                                               |                                                          | 19,8%                                                    | 19,8%                                                    |
| Бізнес, фінанси та адміністрування                       | Бізнес, фінанси та адміністрування                       |                                                          | 7%                                                       | 7%                                                       |
| Природничі та прикладні науки                            | Природничі та прикладні науки                            |                                                          | 2,3%                                                     | 2,3%                                                     |
| Охорона здоров'я                                         | Охорона здоров'я                                         |                                                          | 10,5%                                                    | 10,5%                                                    |
| Освіта, правозахист, муніципальні та урядові служби      | Освіта, правозахист, муніципальні та урядові служби      |                                                          | 14%                                                      | 14%                                                      |
| Роздрібна торгівля та послуги                            | Роздрібна торгівля та послуги                            |                                                          | 22,1%                                                    | 22,1%                                                    |
| Гуртова торгівля, транспорт та обладнання                | Гуртова торгівля, транспорт та обладнання                |                                                          | 10,5%                                                    | 10,5%                                                    |
| Природні ресурси, сільське господарство                  | Природні ресурси, сільське господарство                  |                                                          | 9,3%                                                     | 9,3%                                                     |
| Виробництво                                              | Виробництво                                              |                                                          | 2,3%                                                     | 2,3%                                                     |

## Клімат
Середня річна температура становить 0,6°C, середня максимальна – 21,6°C, а середня мінімальна – -25,5°C. Середня річна кількість опадів – 497 мм.
| Клімат поселення                              | Клімат поселення | Клімат поселення | Клімат поселення | Клімат поселення | Клімат поселення | Клімат поселення | Клімат поселення | Клімат поселення | Клімат поселення | Клімат поселення | Клімат поселення | Клімат поселення | Клімат поселення |
| Показник                                      | Січ.             | Лют.             | Бер.             | Квіт.            | Трав.            | Черв.            | Лип.             | Серп.            | Вер.             | Жовт.            | Лист.            | Груд.            |                  |
| Середній максимум, °C                         | −12,77           | −8,66            | −2,22            | 7,60             | 15,66            | 21,24            | 21,60            | 20,10            | 15,12            | 8,30             | −1,81            | −10,92           |                  |
| Середня температура, °C                       | −19,15           | −15,03           | −8,58            | 1,21             | 9,30             | 14,87            | 16,91            | 15,42            | 10,44            | 3,62             | −6,51            | −15,59           |                  |
| Середній мінімум, °C                          | −25,51           | −21,4            | −14,94           | −5,14            | 2,92             | 8,50             | 12,24            | 10,73            | 5,76             | −1,06            | −11,18           | −20,28           |                  |
| Норма опадів, мм                              | 21               | 16               | 27               | 28               | 56               | 80               | 75               | 62               | 52               | 36               | 23               | 21               |                  |
| Середньомісячна швидкість вітру, м/с          | 3.90             | 3.85             | 4.00             | 4.20             | 4.40             | 3.97             | 3.50             | 3.60             | 4.00             | 4.30             | 4.10             | 3.90             |                  |
| Середньомісячна сонячна радіація, кДж/м²·день | 4090             | 7331             | 12761            | 17069            | 20161            | 21191            | 21723            | 18442            | 12721            | 7603             | 4061             | 3142             |                  |
| --------------------------------------------- | ---------------- | ---------------- | ---------------- | ---------------- | ---------------- | ---------------- | ---------------- | ---------------- | ---------------- | ---------------- | ---------------- | ---------------- | ---------------- |
| Джерело:                                      |                  |                  |                  |                  |                  |                  |                  |                  |                  |                  |                  |                  |                  |